# Bille Brown
Pour les articles homonymes, voir Brown.
Bille Brown, né le 11 janvier 1952 à Biloela et mort le 13 janvier 2013 à Brisbane, est un acteur et directeur de théâtre australien.

## Biographie
Bille Brown étudie le théâtre à l'université du Queensland. Il travaille en Angleterre, aux États-Unis et en Australie. Au théâtre Bille Brown est connu par The Swan Down Gloves, Wild Honey et Un chant de Noël (A Christmas Carol).
Comme acteur au cinéma il apparaît dans des dizaines de films, comme Créatures féroces, Le Monde de Narnia : L'Odyssée du Passeur d'Aurore et Killer Elite. Bille Brown apparaît aussi dans plusieurs séries télévisées.

## Filmographie partielle
- 1997 : Créatures féroces
- 1997 : Oscar and Lucinda
- 1999 : Passion
- 2000 : Walk the Talk
- 2000 : L'Antenne
- 2001 : The Man Who Sued God
- 2002 : Dirty Deeds
- 2008 : Dying Breed
- 2010 : Le Monde de Narnia : L'Odyssée du Passeur d'Aurore
- 2011 : Killer Elite

## Crédit d'auteurs
- (nl) Cet article est partiellement ou en totalité issu de l’article de Wikipédia en néerlandais intitulé « Bille Brown » (voir la liste des auteurs).